# Bousigonia mekongensis
Bousigonia mekongensis là một loài thực vật có hoa trong họ La bố ma. Loài này được Pierre mô tả khoa học đầu tiên năm 1898.